# Комендантська вежа (Кам'янець-Подільська фортеця)
Коменда́нтська ве́жа — фортечна вежа-бартизана Старого замку міста Кам'янець-Подільський. Пам'ятка — характерний приклад середньовічної оборонно-сторожової споруди.

## Назва
В архівних джерелах ця вежа Комендантською не називалась. «Комендантськими» зазвичай називали вежі, в яких мешкали військові коменданти замків. Однак маленька вежа з внутрішнім діаметром 1,7 м не була пристосована для помешкання. Імовірно, назва бартизани пов'язана з функцією прилеглої Лянцкоронської вежі, яка могла бути помешканням коменданта.

## Згадка в історичних джерелах
В описі «Інвентар і люстрація староств Кам'янецького та Летичівського» за 1613 рік є згадка про функцію вежі:

| «Башточка для стрільби на мурі поставлена, зверху перекрита склепінням».[2] |

## Історія

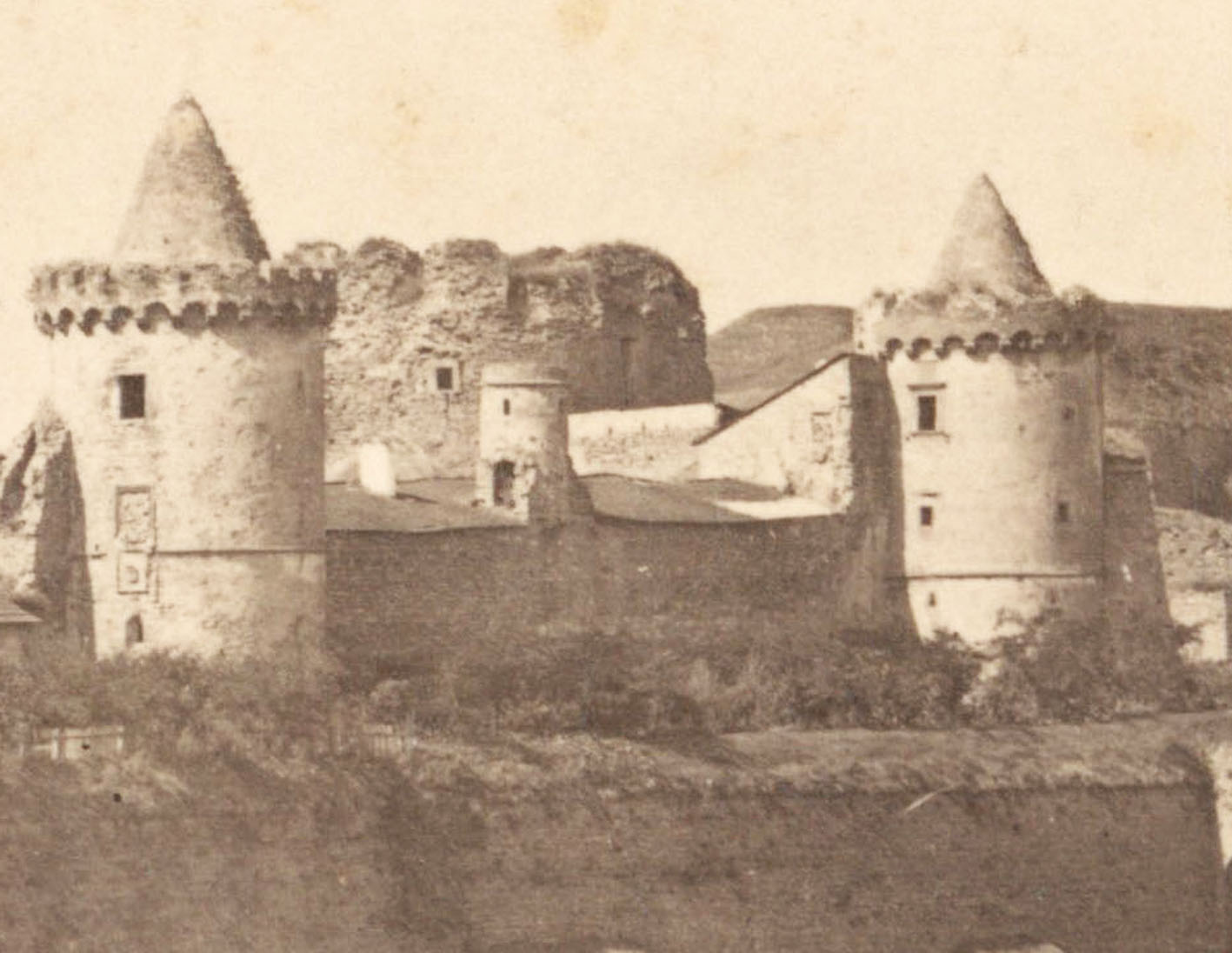
Комендантська (мала) вежа між Лянцкоронською (зліва) і Ружанкою (справа)

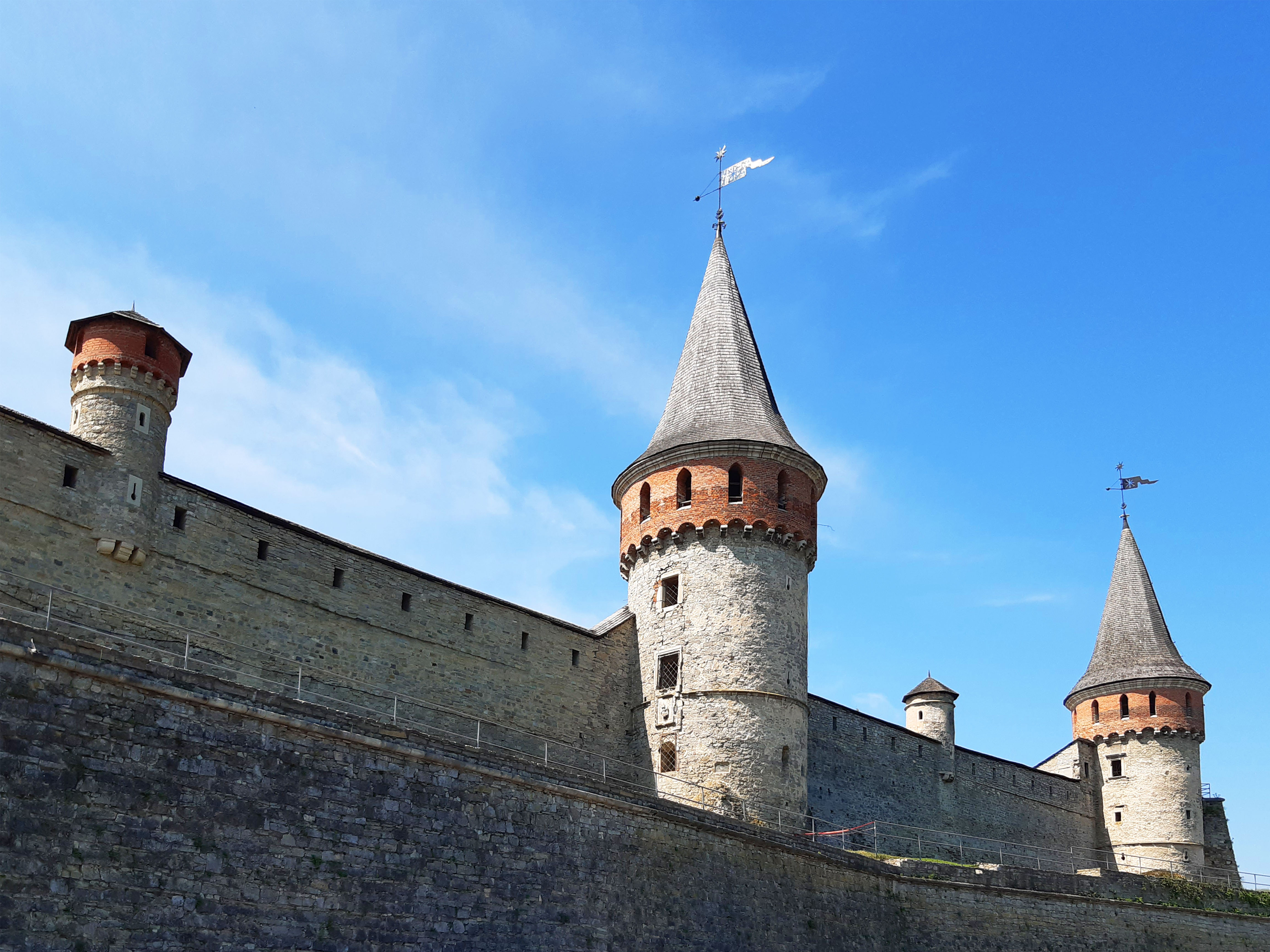
Зліва: безіменна бартизана, вежі Лянцкоронська, Комендантська й Ружанка

На північному оборонному мурі колись існувало дві бартизани-близнюки. Вони були зменшеною копією великих веж — триярусні і з парапетами на аркатурі. Башточки з'явились у XV столітті. 
1544 році під керівництвом військового інженера й архітектора Йова Претфеса (Претвича) на вежі проведені ремонтні роботи. 
Наприкінці XVII століття одну маленьку вежу повністю, а іншу частково зруйновано. На плані 1761 року зображено лише одну бартизану між Ружанкою  і Лянцкоронською.
У другій половині XIX сторіччя у зв'язку з підняттям мурів нижня частина вежі виявилася закритою.
Під час Другої світової війни артилерійським снарядом було значно пошкоджено вежу. У відновлену ділянку стіни вмурували бутафорський снаряд — подібно тому, як у середньовічну добу у стіни веж вмуровували гарматні ядра. Однак 2003 року снаряд сприйняли як бойовий і «знешкодили».

## Опис
Розташована на північній стороні Старого замку між вежами Лянцкоронською і Ружанкою. Стоїть на оборонних мурах на висоті 9 м.
Кам'яна, двох'ярусна. Зовнішній діаметр 3 м, товщина стін — 0,65 м. Поставлена на оборонні мури товщиною 2,2 м. З обох боків її частини підтримуються трьома білокам'яними кронштейнами. Перший ярус вежі призначений для проходу. У північній і південній стінах розташовано по одній бійниці зі світловими прорізами в формі перевернутої замкової щілини. У другому ярусі на три сторони виходять невеликі віконні прорізи. Білокам'яні деталі — між'ярусний карниз і кронштейни — характерного пізньоготичного профілю. Дах низький, шатровий.